# Jim Doyle
James Edward "Jim" Doyle, född 23 november 1945 i Washington, D.C., är en amerikansk politiker och medlem av det Demokratiska partiet.
Doyle valdes till guvernör för Wisconsin i januari 2003, då han besegrade regerande guvernören Scott McCallum med 45 procent mot 41 procent av rösterna. Han omvaldes i november 2006 med 53 procent av rösterna. Hans motkandidat kongressledamoten Mark Andrew Green fick 45 procent. Doyle valde att inte ställa upp i 2010 års guvernörsval. Han avgick den i januari 2011 och efterträddes av republikanen Scott Walker.